# Ліннеїт

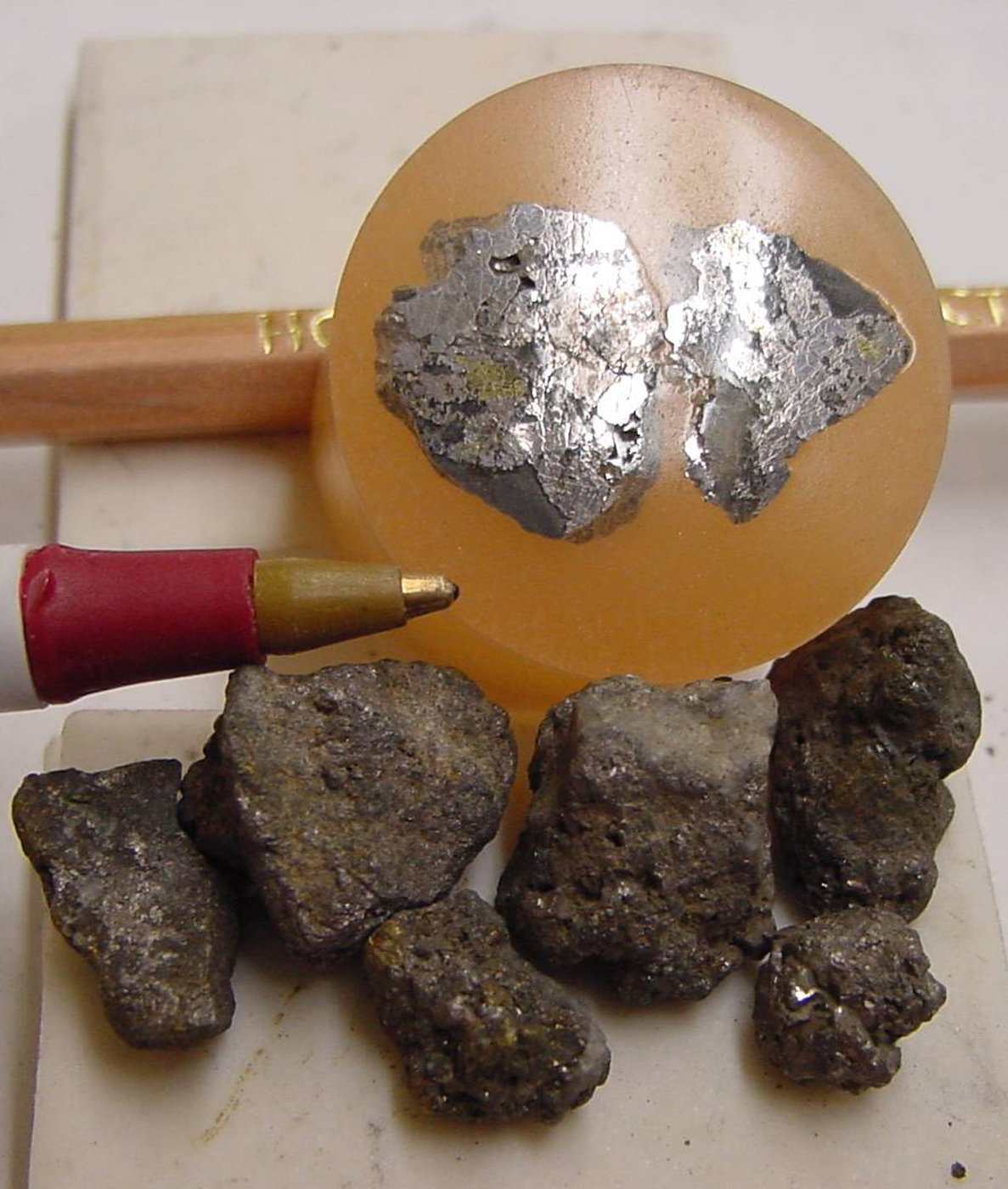
Лінеїт

Лінеїт (рос. линнеит; англ. linneite; нім. Linneit m) – мінерал, сульфід кобальту координаційної будови, група тіошпінелей.

## Загальний опис
Хімічна формула: Co3S4. Містить(%): Co – 57,96; S – 42,04. Со заміщується Ni, Fe, Cu. Сингонія кубічна. Спайність недосконала. Форми виділення: октаедричні кристали, іноді зернисті масивні агрегати. Густина 4,8-5,0. Твердість 5,5. Колір білий, світло-сірий з рожевим відтінком, часто з жовтою грою кольорів, сіро-сталевий. Блиск металічний. Риса сірувато-чорна. Непрозорий. Крихкий.

## Розповсюдження
Зустрічається в гідротермальних родовищах в асоціації з халькопіритом, піритом, мілеритом. Крупні кристали знайдені у провінції Шаба (Конго-Кіншаса), у районі Зіген (Німеччина), районі Мінерал-Гілл (штат Меріленд, США). Джерело кобальту та нікелю. Порівняно рідкісний.
Відкрив цей мінерал у 1832 році в Швеції французький геолог Франсуа Сюльпіс Бьодан. Початково його було названо нім. Koboldin. У 1845 році австрійський вчений Вільгельм Хайдінгер перейменував його на лінеїт на честь видатного шведського ботаніка Карла Ліннея (Carl Linné, латинізоване – Carolus Linnaeus).

## Різновиди
Розрізняють:
- лінеїт мідний (містить мідь, яка заміщує кобальт),
- лінеїт нікелистий (полідиміт),
- лінеїт селенистий (різновид Л., який містить до 5% Se).